# Аль-Мунзир IV
Аль-Мунзир IV ибн аль-Мунзир (ум. 578 года) — царь (малик) государства Лахмидов в 574—578 годах, сын царя аль-Мунзира III. Вёл неудачную войну с царём государства Гассанидов аль-Мунзиром.

## Происхождение и приход к власти
Аль-Мунзир ибн аль-Мунзир был одним из младших, если не самым младшим сыном лахмидского царя аль-Мунзира III от киндитской принцессы Хинд, дочери царя Кинды аль-Хариса ибн Амра. По сведениям аль-Хилли, аль-Мунзир участвовал в военных походах ещё в правление своего старшего брата Амра III, в частности, в его неудачном нападении на племя ар-Рабаб. Известно, что придя к власти, Амр III назначил своих родных братьев правителями подчинённых ему арабских племён (возможно, поставив над ними Кабуса как правителя всей периферии), таким образом, аль-Мунзир с ранних лет начал принимать участие в управлении лахмидской державой.
Аль-Мунзир унаследовал престол после своего старшего брата Кабуса, умершего в конце 573 года. Поскольку наследование лахмидского престола было связано с обязательным утверждением претендента сасанидским шаханшахом, аль-Мунзир должен был пройти собеседование с Хосровом I Ануширваном и получить его высочайшее одобрение. Однако именно в это время шаханшах Хосров был занят войной с Византией и до утверждения нового лахмидского царя передал управление Хирой шахрабу (наместнику) провинции Вех-Кавад. В течение следующего года Хосров, судя по всему, всё-таки встретился с аль-Мунзиром и во второй половине или в конце 574 года аль-Мунзир аль-Мунзиром IV занял престол государства Лахмидов.

## Правление
Недолгое правление аль-Мунзира IV прошло в постоянных войнах. В середине 575 года между Византией и Сасанидским Ираном было заключено новое перемирие, по условиям которого прекращались военные действия в Месопотамии. Однако арабы, судя по всему, не подпали под действие этого соглашения, что имело для аль-Мунзира катастрофические последствия. В конце года царь гассанидских арабов аль-Мунзир ибн Харис во главе внушительного войска вторгся в земли Лахмидов и вскоре захватил столицу аль-Мунзира IV Хиру. Перебив гарнизон, гассаниды разорили и сожгли лахмидскую столицу и через 5 дней покинули её, увозя домой богатую добычу в виде коней и верблюдов.
Через некоторое время аль-Мунзир, стремясь взять реванш над царём гассанидов, выступил против него во главе своего войска при поддержке сасанидского отряда. Как сообщают Иоанн Эфесский и Михаил Сириец, аль-Мунзир ибн Харис был предупреждён заранее о предстоящем вторжении лахмидов, поэтому выступил со своим войском навстречу врагу. Узнав от разведчиков, где находится аль-Мунзир IV с войском, гассанидский царь двинулся на него и атаковал, застигнув лахмидов в врасплох. Аль-Мунзир IV был разбит, его ставка разграблена и сожжена. После этого гассаниды вновь вернулись в свои владения с большой добычей и пленными. Это поражение аль-Мунзира датируется Михаилом Сирийцем 899 годом селевкидской эры (сентябрь 577 — август 578 годов), Иоанн Эфесский — 578 годом.
О проблемах аль-Мунзира во внутренней политике повествует Абу-ль-Фарадж аль-Исфахани в своей «Книге песен». Согласно этому источнику, аль-Мунзир IV несправедливо обращался с подданными и произвольно отнимал их имущество. Бесчинства царя довели хирцев до желания убить его. Узнав об этом, аль-Мунзир обратился к Зайду (Ади) ибн Хаммаду, соратнику своего отца и бывшему наместнику Хиры, прося его помощи и обещая отказаться от власти. Зайд ибн Хаммад сумел успокоить подданных, поставив условием, что у аль-Мунзира останется лишь формальный царский титул и функции командующего в период набегов и войн, фактическая же власть перейдёт к избранному хирцами управляющему. Согласно «Книге песен», лахмидский царь «принял это и обрадовался». Описанные события, судя по всему, имели место в самом конце правления аль-Мунзира, когда хирская знать, утомлённая регулярной «экспроприацией» своего имущества для ведения неудачных войн с гассанидами, задумала избавиться от неугодного правителя.
Повествование о попытке хирцев убить аль-Мунзира, помимо прочего, даёт представление о религиозных верованиях лахмидского царя и его подданных. Оставаясь приверженцем традиционных языческих культов, аль-Мунзир IV, обращаясь к хирцам, клянётся богинями Аллат и аль-Уззой, а в разговоре с Зайдом ибн Хаммадом ссылается на арабского идола Сибда (Сабда или Субда).
Аль-Мунзир IV умер во 2-й половине или в конце 578 года при неизвестных обстоятельствах. Шаханшах Хосров I Ануширван на то время, пока определится с преемником аль-Мунзира на престоле Лахмидов, поставил во главе Хиры таййитского вождя Ийаса ибн Кабису в качестве временного правителя. Спустя несколько месяцев, примерно в феврале 579 года, шаханшах утвердил царём лахмидского государства ан-Нумана — одного из сыновей аль-Мунзира IV.

## Семья
У аль-Мунзира от разных жён и наложниц было более десяти сыновей и несколько дочерей. Старшим и самым способным из его сыновей аль-Хилли называет аль-Асуада, отданного на воспитание в знатный род Бану Марина. Другим известным по имени сыном аль-Мунзира был ан-Нуман, рождённый от иудейки-невольницы Сальмы, дочери ювелира из Фадака, подаренной аль-Мунзиру аль-Харисом ибн Хисном из кудаитского племени Бану Кальб Ибн Уабара. Ан-Нуман воспитывался в знатном роде Бану Аййуб и в итоге был избран сасанидским шаханшахом в качестве преемника отца на престоле Лахмидов. Несмотря на то, что аль-Асуад выступил соперником ан-Нумана в борьбе за престол, в дальнейшем он был назначен правителем племени ар-Рабаб.
Из дочерей аль-Мунзира известны Хинд Младшая (некоторые источники, например, Китаб аль-Агани, считают её дочерью ан-Нумана III и, соответственно, внучкой аль-Мунзира), ставшая женой Ади ибн Зайда и впоследствии принявшая христианство, и Мауиия (или Мария), также ставшая христианкой. Матерью Хинд Младшей аль-Хилли называет Марию Киндитскую, тоже христианку.